# Лопух
Лопу́х, реп'ях (Arctium L.) — рід дворічних трав'янистих рослин родини складноцвітих або айстрових.

## Загальна біоморфологічна характеристика

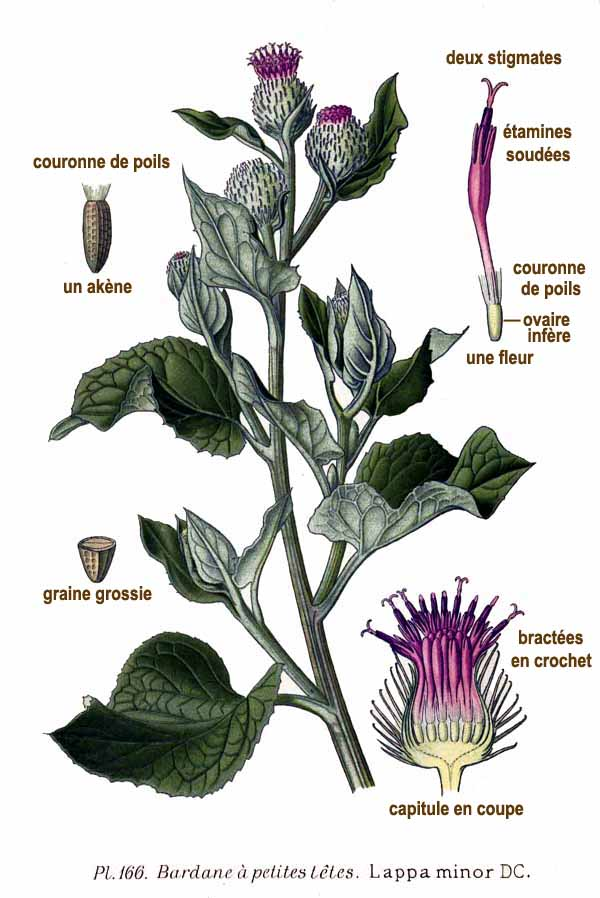
Ілюстрація лопуха малого (Arctium minus) в «Атласі рослин Франції» («Atlas des plantes de France»), 1891

Листки великі серцевидно-яйцюваті. Квітки двостатеві трубчасті, пурпурові, в кошиках, зібраних у загальне суцвіття. Плід — сім'янка з чубком, який ще називають реп'ях. При дозріванні плодів кошики легко відламуються, чіпляються до шерсті тварин і одягу людини.

## Поширення
Рід Лопух включає в себе близько 20 описаних видів, поширених переважно в Європі, Азії та Північній Америці. В Україні 4 види. Найпоширеніші лопух справжній та лопух повстистий.

## Екологія
Лопухи ростуть як бур'яни поблизу жител, на городах, у садах, біля доріг тощо.

## Застосування
Медоноси. Відвар з коренів використовують як сечогінний і потогінний засоби, а також при шкірних захворюваннях, ревматизмі тощо. Настій коріння на мигдалевій або оливковій олії, так звану реп'яхову олію використовують для зміцнення волосся.

### У харчування
Молоде листя та одно-дводенні стебла лопуха використовується для приготування салатів і вінегретів, юшок, бульйонів, холодних борщів. 
Насіння лопуха містить 25% білкових речовин. Його збирають пізно восени або взимку, обшуговують і розтирають в ступці, вживаючи для засмачки та приправи до борщів та юшок.
Молоде коріння лопуха є замінником картоплі. Їдять печеним та обсмаженим. На смак нагадує батат.

## Охорона
Лопух дібровний (Arctium nemorosum) входить до офіційних переліків регіонально рідкісних рослин Львівської і Хмельницької областей.

## Види
| - Arctium × ambiguum (Čelak.) Nyman - Arctium × batavum Arènes - Arctium × bretonii Rouy - Arctium × mixtum (Simonk.) Nyman - Arctium × nothum (Ruhmer) J.Weiss - Arctium atlanticum (Pomel) H.Lindb. - Arctium debrayi Senay - Arctium lappa L. — лопух великий, лопух більший, лопух звичайний, лопух справжній - Arctium leiobardanum Juz. & C.Serg. ex Stepanov - Arctium minus (Hill) Bernh. — лопух малий, лопух менший, лопух гіркий | - Arctium nemorosum Lej. — лопух гайовий, лопух гаєвий, лопух дібровний - Arctium neumani (Rouy) Rouy - Arctium nothum (Ruhmer) - Arctium palladinii (Marcow.) R.E.Fr. & E.S.Söderb. - Arctium platylepis (Boiss. & Bal.) Sosn. ex Grossh. - Arctium pseudarctium (Bornm.) Duist. - Arctium sardaimionense Rassulova & B.A.Sharipova - Arctium scanicum (Rouy) Rouy - Arctium tomentosum Mill. — лопух повстистий, лопух косматий, лопух павутинистий |

## Цікаві факти
В 1941 році інженер Жорж до Местрель ообираючи свого пса від реп'яхів лопуха, зацікавився їх будовою. Дослідивши під мікроскопом гачки плодів, що захоплюють волосся тварини, він винайшов застібку-липучку.

## Галерея

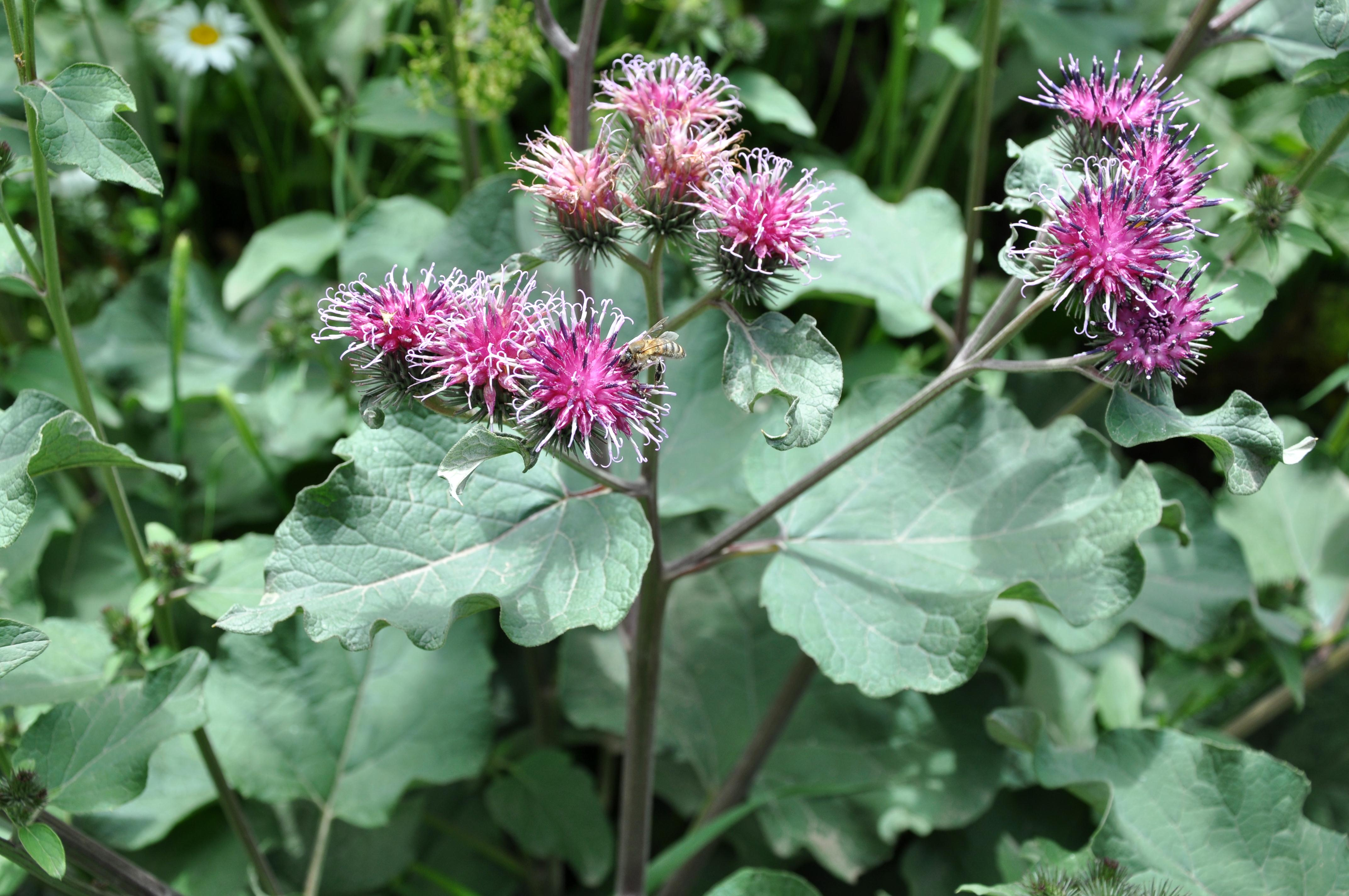
Типовий вид - лопух справжній
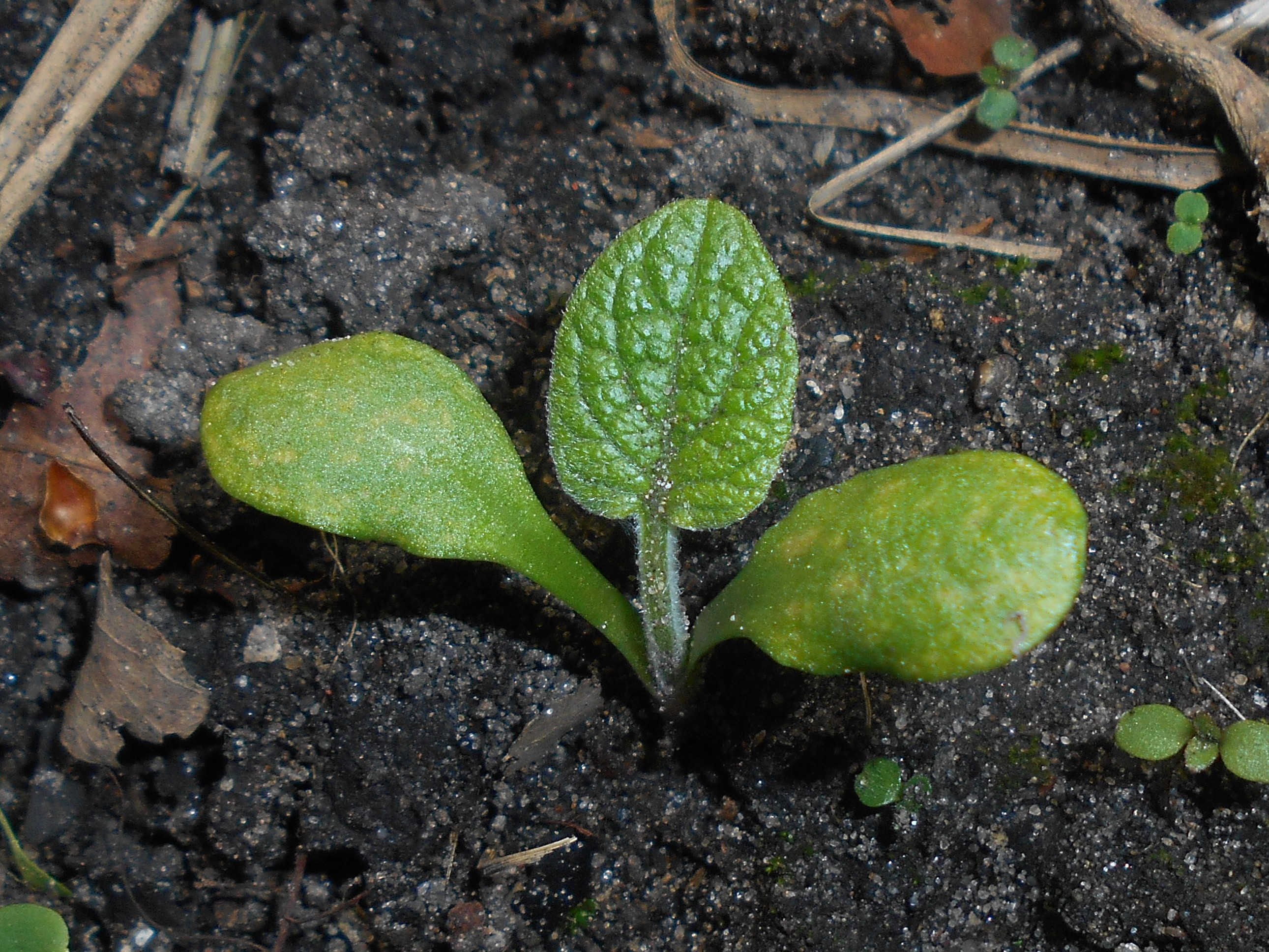
Пророщений Arctium minus
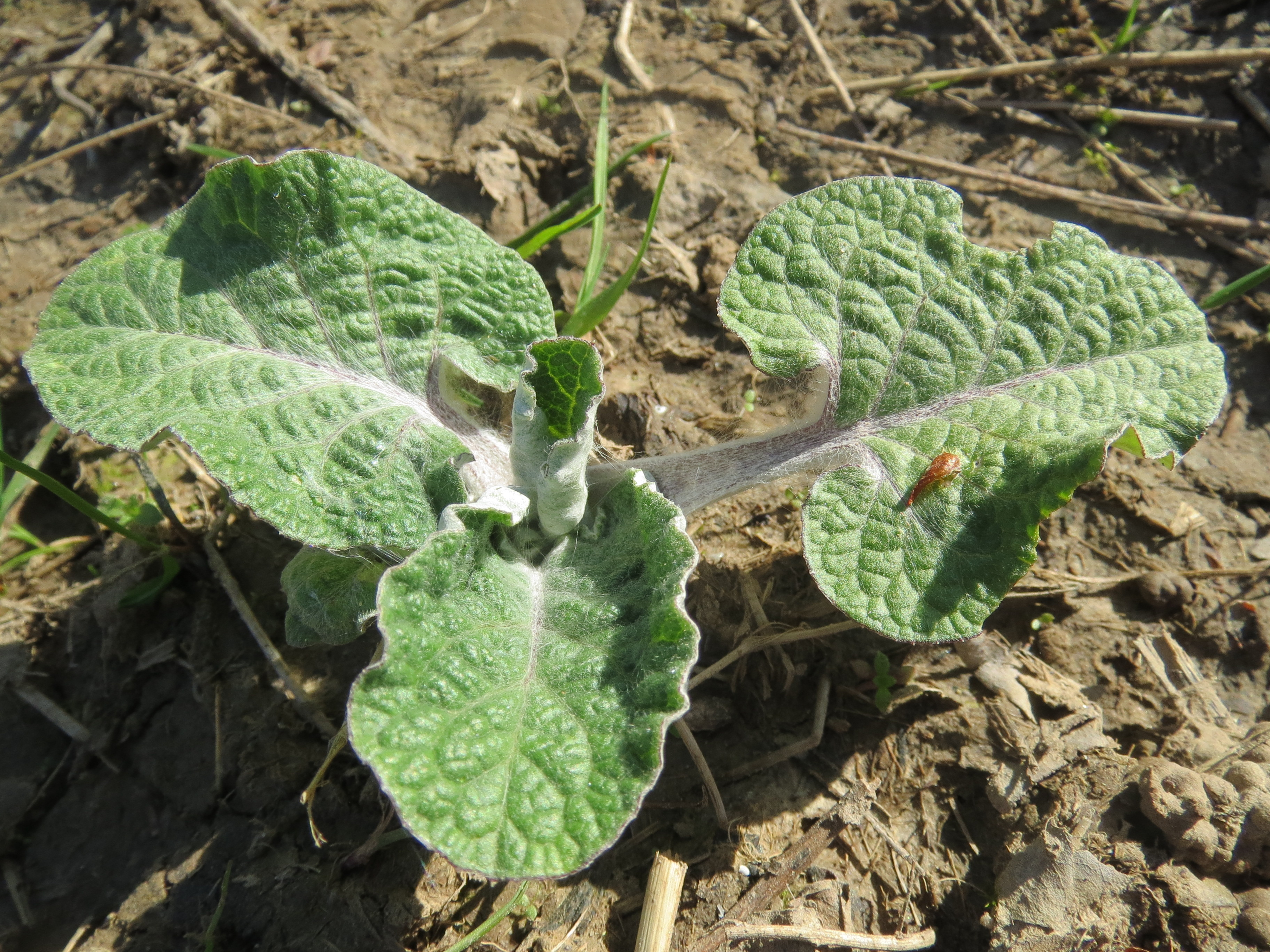
Молодий лопух
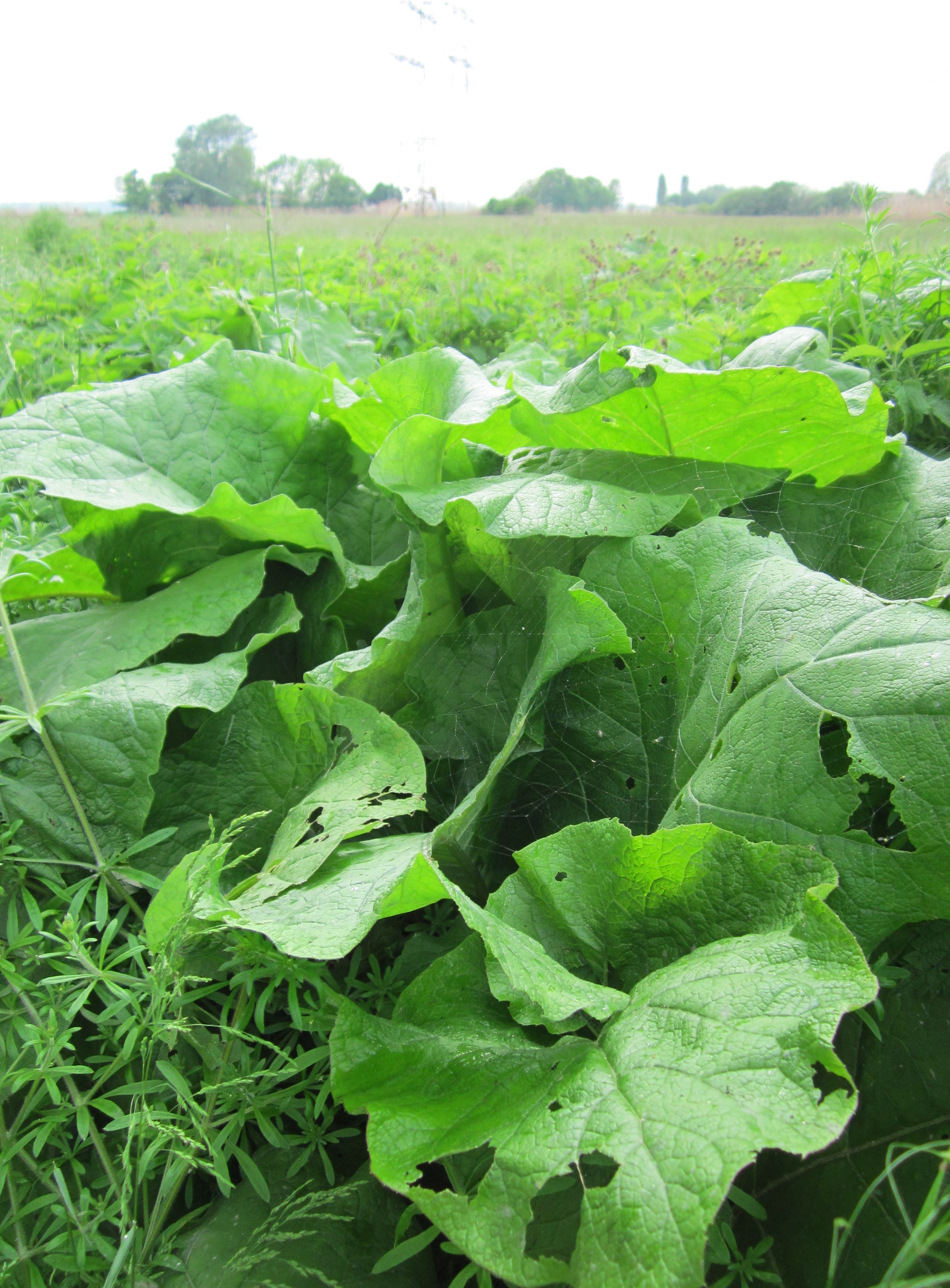
Лопух в травні
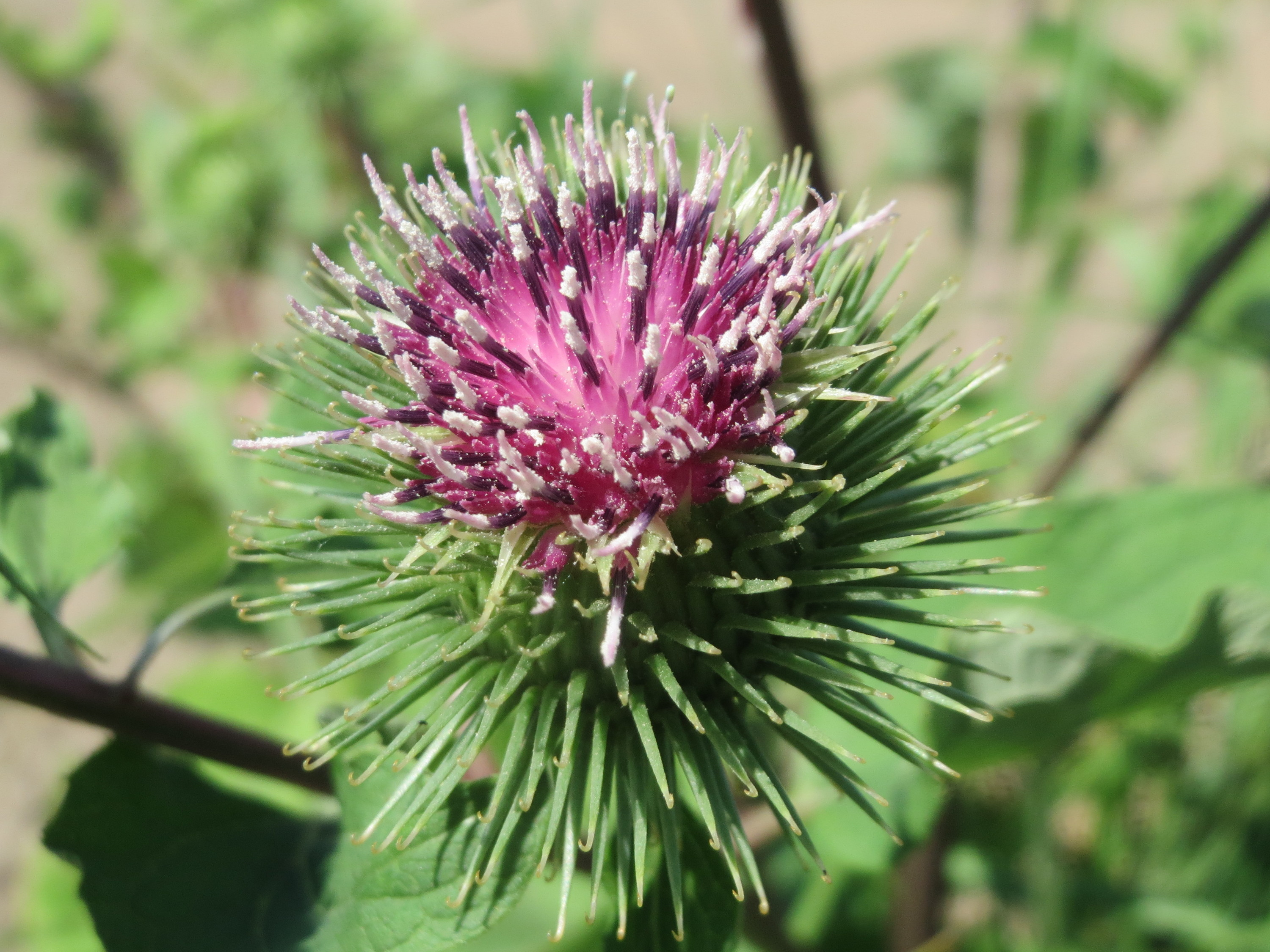
Квітка Arctium_lappa
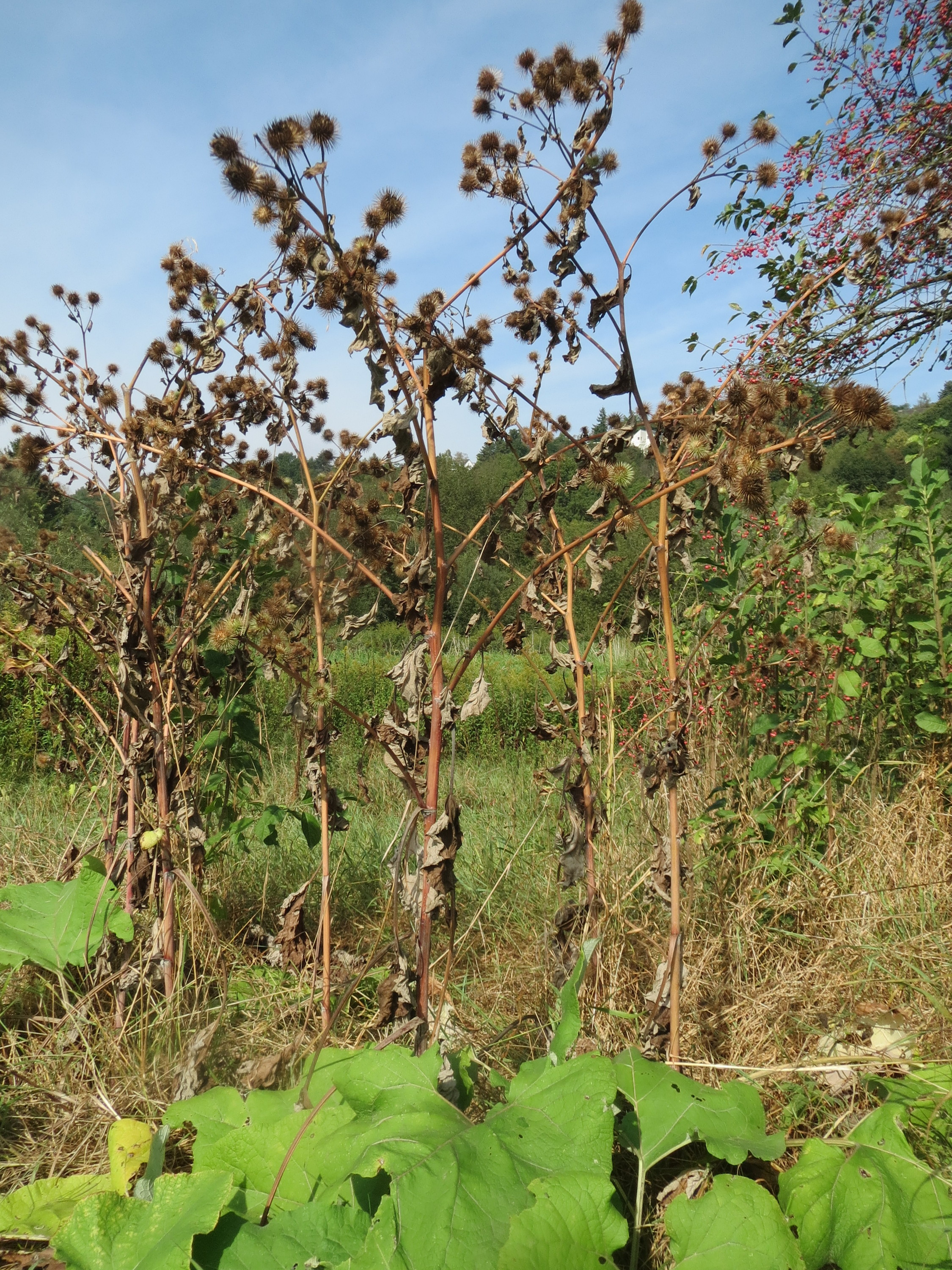
Засохші лопухи
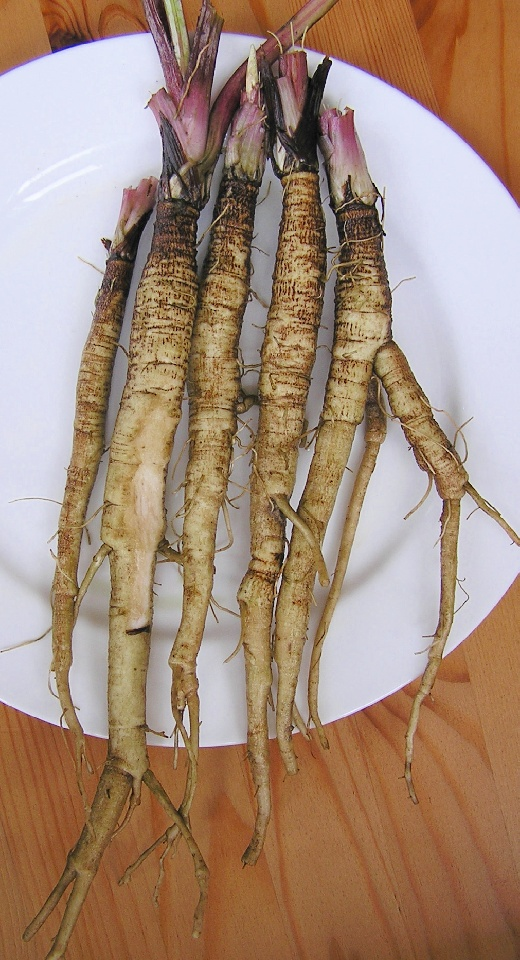
Коріння Arctium lappa
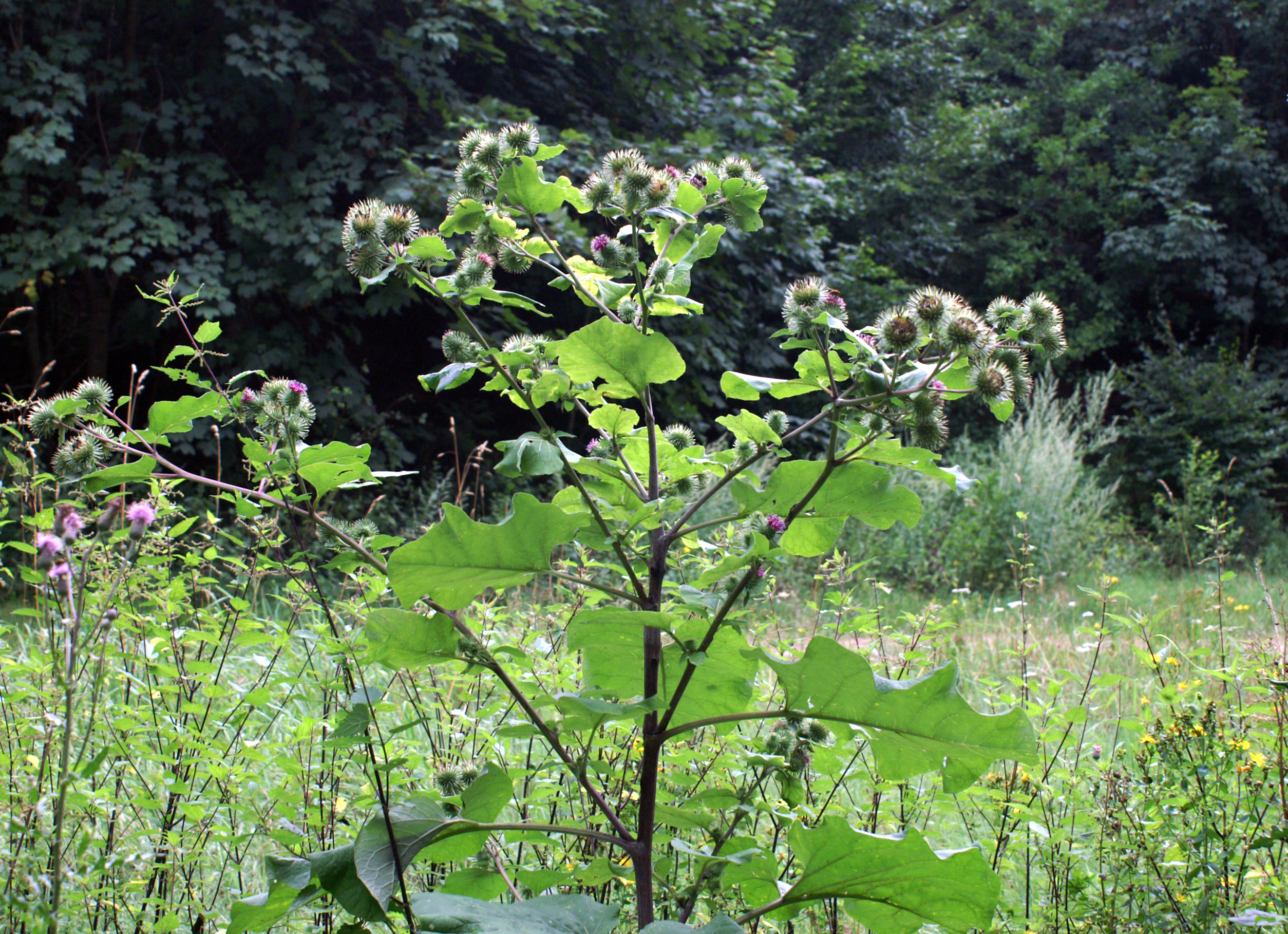
Лопух дібровний (Arctium nemorosum)
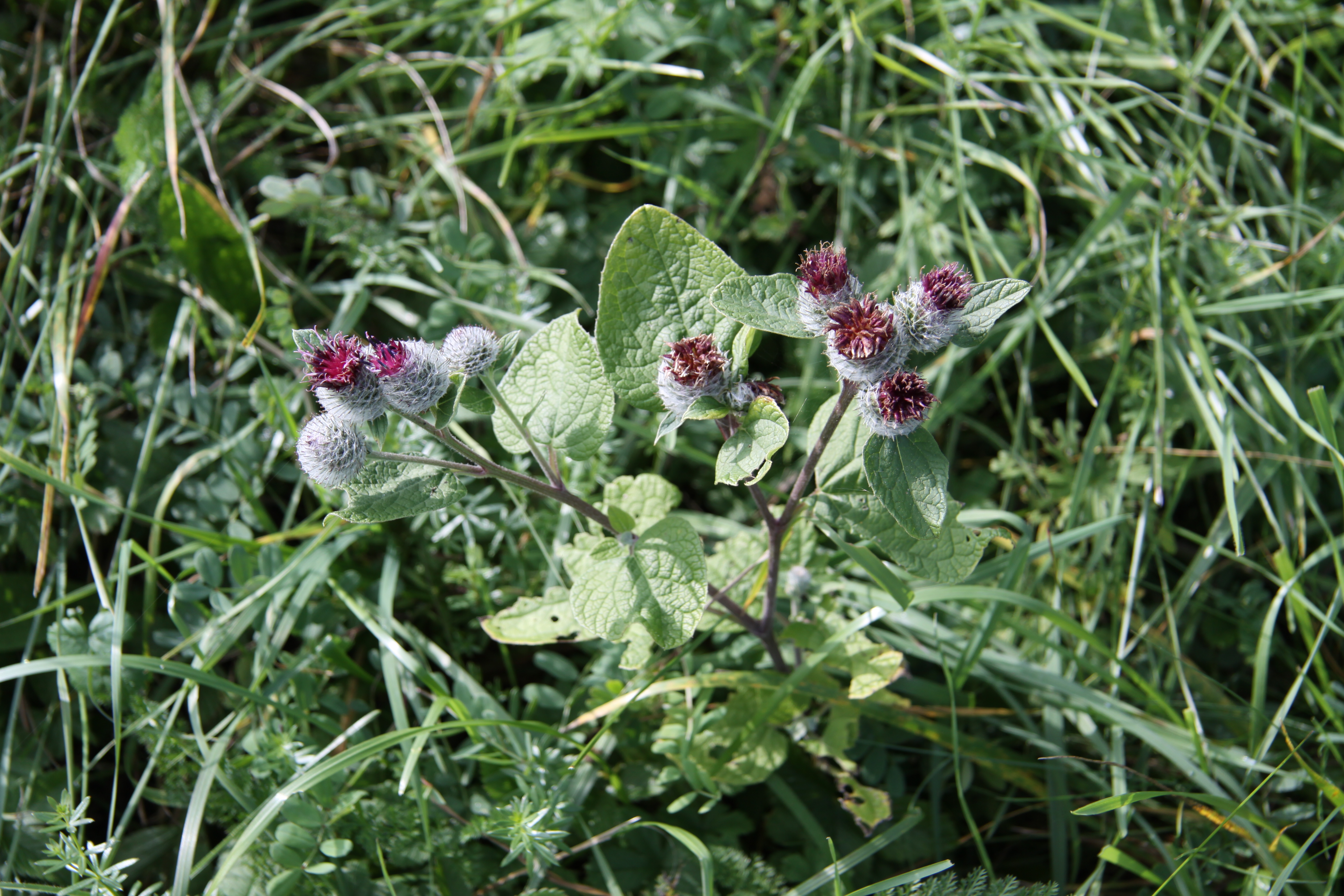
Лопух повстистий (Arctium tomentosum)
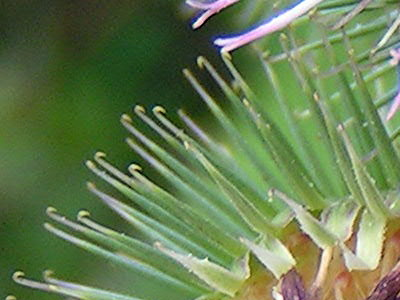
Гачки на плоді Arctium lappa
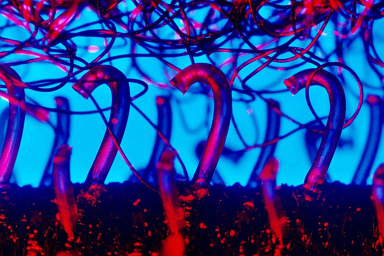
Застібка-липучка створення на основі форми плоду лопуха